# Casa al carrer Perera, 2 (Batea)
La Casa al carrer Perera, 2 és una obra de Batea (Terra Alta) inclosa a l'Inventari del Patrimoni Arquitectònic de Catalunya.

## Descripció
Habitatge que té una molt ben conservada façana, tota de carreu. Té dos nivell i una porta d'accés conformada per un arc de mig punt de grans dovelles i una petita finestra.
La planta baixa s'empra de magatzem, la principal com a habitatge, on les finestres originals han donat pas a balcons, i les golfes, que té dues petites obertures. Hi destaca un ràfec de pedra molt motllurat. La coberta és de teula i els interiors s'han actualitzat.
Per facilitar l'ús de portes actuals, s'ha hagut d'incloure una porta rectangular inscrita dins la de mig punt.